# Lexic
Conform definiției celei mai generale, lexicul este totalitatea cuvintelor unei limbi. După unii lingviști, această definiție este valabilă pentru un anumit moment al existenței limbii. Din alt punct de vedere, unii autori vorbesc despre totalitatea lexemelor, noțiune în care includ și unități frazeologice.
Unii lingviști consideră sinonime termenii „lexic” și „vocabular”, dar alții le disting, văzând lexicul ca totalitatea lexemelor și ca aparținând limbii, iar vocabularul ca aparținând vorbirii, opoziție care ține de cea din concepția lingvistului Ferdinand de Saussure dintre limbă ca ceva abstract și vorbire ca o concretizare a limbii. În acest sens se poate vorbi despre vocabularul unui text, al unui enunț sau al unui vorbitor.
Lexicul este una din componentele fundamentale ale limbii, celelalte două fiind sistemul fonologic și sistemul gramatical. Față de cele două din urmă, lexicul este un sistem deschis, care primește ușor elemente noi, în timp ce altele se învechesc și dispar, deoarece cuvintele sunt în legătura cea mai strânsă cu viața societății, în care se petrec continuu transformări materiale și culturale.
Lexicul constituie materialul de studiu al mai multor ramuri ale lingvisticii. Cea mai cuprinzătoare este lexicologia, care studiază lexicul în perspectivă sincronică, adică privitoare la stadiul actual al limbii, dar și în perspectivă diacronică, referindu-se la istoria cuvintelor. O ramură a lexicologiei, etimologia, se ocupă de originea cuvintelor. Lexicologia are și o ramură consacrată studiului unităților frazeologice, frazeologia. Altă ramură a lingvisticii, lexicografia, este știința elaborării dicționarelor, adică a prezentării sistematice a cuvintelor.

## Clasificări ale lexicului
Lexicul poate fi clasificat după mai multe criterii.

### După importanță
Din acest punct de vedere, lexicul se împarte în cel fundamental și cel secundar, fără să existe o limită precisă între acestea.
Cuvintele din lexicul fundamental sau fondul principal lexical sunt esențiale pentru comunicarea prin limbă, de aceea sunt cunoscute și folosite de toți vorbitorii unei limbi date. Mai este specific pentru lexicul fundamental faptul că în general cuprinde cuvinte aflate de mult timp în limbă, care stau la baza unor familii lexicale cu mulți membri și care de regulă au mai multe sensuri. În limba română fac parte din lexicul fundamental cuvinte precum apă, avea, cinci, da, eu, în, joi, lemn, lucru, mare, om, pe, repede, roșu, țară, vedea.
Nu se poate stabili cu precizie câte cuvinte fac parte din lexicul fundamental și care sunt acelea, dar sigur fac parte din el cuvintele care au corespondent în cât mai multe limbi. Stabilirea acestor cuvinte a fost preocuparea lingvistului Morris Swadesh, care a creat lista de cuvinte ce-i poartă numele, lăsând în ea o sută de cuvinte care exprimă acțiuni de bază, părțile principale ale corpului, obiecte și fenomene din natură, grade de rudenie, numerale simple, pronume, cuvinte referitoare la timp și spațiu, excluzând noțiunile referitoare le mediul natural și cultural care nu sunt generale.
Cuvintele din afara lexicului fundamental formează lexicul secundar. Caracteristicile sale sunt contrare celor ale lexicului fundamental. În română fac parte din lexicul secundar cuvinte ca arțar, chilipir, cotrobăi, furișa, guraliv, hoțește, ifos, lumesc, moft, netot, polonic, scotoci, tanc, ului, vinișor, carbonat, ecologie, fiziologic, gemă, genetică, habitat, inocula, injector, mitoză, noxă, rezecție, tal, tegument, unguent, zoomorf etc.

### După originea cuvintelor
O parte din cuvintele unei limbi sunt moștenite, în cazul limbii române dintr-un substrat traco-dac (0,96% din lexic) și din limba latină (30,33%). O parte din aceste cuvinte coincid cu o parte din lexicul fundamental. Cuvinte moștenite sunt, de exemplu, barză, mânz, sâmbure, viezure, aprig, creț, răbda, scăpăra (presupuse din substrat), casă, bun, doi, eu, meu, acesta, cine, altul, nimeni, cânta, afară, zău, la, că (din latină).
Altă parte din lexic este constituită din cuvinte create prin mijloace interne ale limbii, adică după ce aceasta poate fi considerată limbă de sine stătătoare. În română acestea constituie 4,1% din lexic. Pe de o parte este vorba de cuvinte create spontan, de exemplu onomatopee și cuvinte onomatopeice (ham, pleasc, zdup, hămăi, plescăi, zdupăi). Pe de altă parte există cuvinte formate prin derivare, care în română poate fi făcută cu sufixe (băietan, auriu, românește, biciui), cu prefixe (dezmoșteni, îndulci), cu ambele afixe (îmbătrâni, nerușinat) sau prin derivare regresivă (auz, nuc). Mai sunt și cuvinte formate prin compunere: botgros, floare-de-colț, treizeci și cinci etc..
Alte surse de cuvinte sunt alte limbi. Unele limbi acceptă mai ușor împrumuturile lexicale decât altele. În lexicul limbii române, de exemplu, ponderea lor este de aproape 62%, pe când în cel al limbii maghiare de numai 7%. Unele împrumuturi sunt atât de vechi, încât nu sunt simțite ca atare de către vorbitori. În română există asemenea cuvinte de origine slavă (da, iubi, muncă), greacă (cărămidă, politicos, irosi), maghiară (chip, făgădui, uriaș), turcă (capac, cutie, papuc), germană (căptuși, roabă, cămară). Dintre împrumuturile mai recente (de la jumătatea secolului a XIX-lea încoace), unele sunt simțite ca străine, cele care denumesc realități străine (gondolă, piramidă, zebră) și cele nou intrate în limbă, chiar dacă numesc realități noi pe terenul limbii receptoare. Astfel sunt o serie de cuvinte din limba engleză, mai mult sau mai puțin integrate: lider, manager, week-end etc..
Între mijloacele externe și cele interne de îmbogățire a lexicului se situează calcurile, adică cuvintele create prin traducerea cuvânt cu cuvânt a unor cuvinte compuse străine, de exemplu cal-putere, locțiitor, nou-născut.

### După varietățile de limbă
Dat fiind că lexicul este componenta cea mai puțin stabilă a limbii, varietățile de limbă se deosebesc în primul rând prin cuvinte specifice. Stabilirea caracteristicilor diferitelor varietăți se face de obicei luând ca referință una dintre ele, cea standard. Nici varietățile de limbă nu pot fi delimitate strict, cu atât mai mult, cu cât un același vorbitor poate cunoaște și folosi două sau mai multe dintre ele, și în general se produc în mod continuu treceri de cuvinte dintr-o varietate în alta.

#### Cuvinte regionale
Există cuvinte specifice diferitelor varietăți regionale, adică dialecte și graiuri, dintre care unele nu există deloc în limba standard (de exemplu ciușcă „ardei iute” în graiul muntenesc), iar altele există, dar cu sens diferit (ex. ginere „mire” în graiul muntenesc).

#### Sociolecte
Alte varietăți, numite de unii lingviști limbaje sau sociolecte, sunt folosite de grupuri de vorbitori caracterizate prin ocupație, hobby, mod de viață, vârstă etc. comune.
Fiecare domeniu de activitate, profesie, meserie, ramură științifică, ramură tehnică, artă, sport își are lexicul propriu, terminologia proprie. Exemple: carburator (mecanică auto), calapod (cizmărie), furnir (industria mobilei), colesterol (medicină), psalm (unele religii), discui (agricultură), ciment (construcții), acuarelă (pictură).
Fiecare hobby își are de asemenea lexicul său, de exemplu cel al jucătorilor de cărți (pas, treflă) sau al jucătorilor de șah (tură, mat).
Există și varietăți de limbă legate de vârstă. În limbajul copiilor mici, care coincide cu cel al adulților folosit cu ei, sunt cuvinte auzite de copii și imitate, dintre care unele sunt anume enunțate de adulți astfel, încât să poată fi pronunțate de copii. Astfel de cuvinte sunt nani, pipi, caca.
Există și limbaje ale tinerilor, mai mult sau mai puțin dezvoltate în funcție de limbă. Unele sunt legate de ocupații specifice.
În limbajul militarilor francezi (neoficial) sunt cuvinte precum marsouin „militar din infanteria marină” (la origine numele unui animal marin), gnouf „arest”, cuistance „bucătărie”.
Limbajul elevilor români conține cuvinte ca bac „bacalaureat”, dirig, -ă „diriginte”, mate „matematică”.
Limbajul studenților din Franța este în parte diferențiat pe instituții de învățământ. Cuprinde cuvinte precum conscrit (la origine „recrut”) „student în anul I” la Școala Politehnică sau la Școala Normală Superioară, turne (la origine „casă mizerabilă”) „cameră (la cămin)” la Școala Normală Superioară, cagne sau khâgne „clasă pregătitoare pentru unele mari școli”.
În literatura lingvistică franceză, limbajele militarilor, al elevilor, al studenților se numesc argots, termen utilizat inițial numai pentru limbajul răufăcătorilor. Acesta este folosit cu scopul de a nu fi înțeles de alții decât ei. În română, termenul „argou” este folosit numai cu acest sens, bunăoară de Constantinescu-Dobridor 1998. Din acest limbaj fac parte cuvinte precum mănăstire „închisoare”, ciripitor „denunțător”, a mangli „a fura”. Constantinescu-Dobridor 1998 menționează că din argou unele cuvinte au trecut în limbajul tinerilor: baftă, gagiu, potol etc.
Anumite varietăți de limbă sunt denumite cu termenul „jargon”. Acest cuvânt francez era la origine denumirea unui argou al răufăcătorilor de pe la sfârșitul Evului Mediu. Cu timpul a luat sensul mai general de limbaj folosit de categoriile sociale înstărite, cu scopul de a se demarca de cei din exteriorul lor, de a-și afirma apartenența la ele și faptul de a fi inițiați în ceea ce alții nu sunt. În acest sens este folosit de exemplu de Constantinescu-Dobridor 1998. În română, acest jargon este de domeniul trecutului și se manifesta mai ales prin cuvinte franceze: bonjur „bună ziua”, mersi, șarmant „fermecător”. În lingvistica franceză actuală, termenul este folosit cu sensul de limbaj de grup neînțeles în afara acestuia. Pornind de la această caracteristică este folosit pentru lexicul specializat al unui grup socio-cultural sau profesional, al unui domeniu de activitate, neînțeles sau greu de înțeles pentru neinițiați.
În tradiția lingvistică franceză există și o clasificare sociolingvistică diferită de cea de mai sus, care stabilește așa-numite registre sau niveluri de limbă situate pe o scală „mai mult sau mai puțin informal și spontan → mai mult sau mai puțin formal și elaborat”. După lingvista Colette Stourdzé există următoarele registre, fără limite nete între cele învecinate:
popular → familiar → curent (oral → scris) → elevat → literar
Registrele familiar, curent și elevat sunt cele principale. Unul și același vorbitor le poate cunoaște și folosi pe fiecare, dacă are nivelul de școlarizare suficient pentru al doilea și mai ales pentru al treilea. Folosind diferite registre se poate comporta corespunzător în diferite situații de comunicare, dacă de exemplu stăpânește sinonime ce se deosebesc după registrele de limbă, cum sunt:
pilit (familiar) – beat (curent) – în stare de ebrietate (elevat);
a se curăța (familiar) – a muri (curent) – a deceda, a sucomba (elevat).
Există o viziune asemănătoare și în lingvistica limbii engleze.
Limba literaturii artistice din prezent nu are vreun lexic caracteristic, deoarece ia cuvinte din toate varietățile limbii. Despre limba literară ca varietate de limbă distinctă și prin lexic se poate vorbi numai în legătură cu literatura unor epoci, ca de pildă cea a clasicismului francez.

### Arhaisme și neologisme
În starea la un moment dat a limbii, lexicul ei are o mare parte actuală și alte două părți mult mai mici.
Una din părțile mai mici este cea a arhaismelor, adică a cuvintelor dispărute din limbă sau pe cale de dispariție. Sunt arhaisme noționale cele care denumesc realități dispărute, de exemplu pitar „șef al aprovizionării domnești cu pâine”. Nu sunt arhaisme noționale cuvintele care denumesc realități existente, dar sunt înlocuite cu cuvinte noi. Un asemenea arhaism poate fi de nume (ex. tunar „artilerist”) sau de formă, adică forma învechită a unui cuvânt actual (ex. constituțiune „constituție”). Unele arhaisme se mai găsesc în limba actuală, dar numai în lucrări de istorie și în literatura artistică de inspirație istorică.
Cealaltă parte mai mică a lexicului este cea a neologismelor. Acestea sunt cuvinte recent apărute în limbă, fie formate prin mijloace interne, fie împrumuturi sau calcuri, și care sunt simțite ca noi. Și acestea pot fi noționale (ex. a informatiza), de nume (manager „director de întreprindere”) sau de formă (bac „bacalaureat”). Sunt numite neologisme și cuvintele create de anumite personalități. Unele din ele rămân de unică folosință, de exemplu la unii poeți, bunăoară rinocerb, crocodinozaur, ciocănitorinc, anacobră, zgomototolit, zgomotor, zgomoticicletă, dar altele se impun, cel puțin într-un anumit limbaj. Astfel sunt, de pildă, termenii surréalisme „suprarealism” și surréaliste „suprarealist”, create de poetul francez Guillaume Apollinaire.

### După sensul cuvintelor
Unii lingviști clasifică lexicul după tipul de sens al cuvintelor. Se găsește, de exemplu, împărțirea în cuvinte lexicale și cuvinte gramaticale.
După altă clasificare există cuvinte cu conținut noțional (substantivele, adjectivele, numeralele, pronumele, verbele și adverbele) și cuvinte fără sens noțional. Printre acestea sunt cuvinte cu sens exclusiv gramatical (articolele), cu sens predominant gramatical și sens lexical foarte slab, abstract (prepozițiile și conjuncțiile), cuvinte ce exprimă stări afective sau voliționale (interjecțiile) și cuvinte care imită sunete sau zgomote (onomatopee).
Din alt punct de vedere există pe de o parte cuvinte concrete, adică al căror conținut este reprezentabil în plan senzorial. Astfel sunt unele substantive (ex. băiat, pom), unele adjective (dulce, negru), unele verbe (fluiera, fulgera). Pe de altă parte există cuvinte abstracte, cu conținut nereprezentabil în plan senzorial: substantive (cinste, curaj), adjective (isteț, înțelegător), verbe (gândi, părea) și cuvintele din celelalte clase lexico-gramaticale: doi, zece, voi, ei, atât, parcă, fără, prin, și, dar etc..
Lexicul mai poate fi împărțit și după numărul de sensuri pe care le au cuvintele, în monosemantice, cu un singur sens lexical, care sunt relativ puține (avion, catarg, rândunică, zăpadă, curajos, violet, saluta, vorbi, aici, repede etc.) și polisemantice, cu mai multe sensuri lexicale, cele mai multe: acord, babă, carte, deschide, inimă, nod, bun, cald etc..

### Vocabular activ și vocabular pasiv
Lexicul sau vocabularul unui singur vorbitor se împarte în cuvinte pe care le folosește (vocabular activ) și în cuvinte pe care le cunoaște, dar nu le folosește decât rar sau niciodată. Vocabularul activ conține lexicul fundamental al limbii și acele cuvinte din lexicul secundar care sunt legate de ocupația și de sfera de interes a vorbitorului. Toate cuvintele din vocabularul pasiv fac parte din lexicul secundar. O parte din vocabularul pasiv se deplasează între cele două vocabulare în funcție de schimbările din viața individului.

## Grupuri de cuvinte
Cuvintele nu numai se împart în categoriile mari ale lexicului stabilite după criteriile de mai sus, ci formează și grupuri mai mici. Mai ales după sens, sunt cuvinte care se asociază între ele după anumite puncte de vedere, în:
- sinonime: zăpadă, nea, omăt;
- cuvinte cu sens apropiat: alergare, fugă, goană;
- antonime: viață – moarte, cald – rece, tânăr – bătrân;
- omonime: bancă „instituție financiară” – bancă „scaun lung”; ban „a suta parte din moneda națională” – ban „titlu boieresc în evul mediu”; calcan „soi de pește marin” – calcan „zid fără uși și fără ferestre”;
- cuvinte care formează un așa-numit câmp lexical, de exemplu cel al rudeniei[43]: mamă, tată, frate, soră etc.;
- cuvinte în relație de hiperonimie (supraordonare), hiponimie (subordonare), și cohiponimie (coordonare) între ele: animal (hiperonim, supraordonat, noțiune care include hiponimele), câine, pisică etc. (cohiponime, noțiuni coordonate între ele, și hiponime, subordonate ale lui animal, incluse în acesta)[44].
- familii lexicale alcătuite prin formare de cuvinte, de pildă bun, bunătate, bunăvoință, bună-cuviință, bunicel, bunișor, îmbuna, îmbunare, îmbunătăți etc.[45].